# Les Anges de fer
Pour plus de détails, voir Fiche technique et Distribution.
Les Anges de fer (Engel aus Eisen) est un film allemand réalisé par Thomas Brasch, sorti en 1981.

## Fiche technique
- Titre original : Engel aus Eisen
- Titre français : Les Anges de fer
- Réalisation et scénario : Thomas Brasch
- Direction artistique : Nicos Perakis
- Décors : Bernd Lepel
- Costumes : Ingrid Zoré
- Photographie : Walter Lassally
- Montage : Stefan Arnsten et Tanja Schmidbauer
- Musique : Christian Kunert
- Pays d'origine : RFA
- Format : Noir et blanc - 35 mm - 1,85:1 - Mono
- Genre : drame, historique
- Durée : 105 minutes
- Dates de sortie :
  - Allemagne de l'Ouest : 23 avril 1981
  - France : mai 1981 (Festival de Cannes 1981), 24 février 1982 (sortie nationale)

## Distribution
- Hilmar Thate : Gustav Völpel
- Katharina Thalbach : Lisa Gabler
- Ulrich Wesselmann : Gladow
- Karin Baal : madame Luzie Gladow
- Ilse Pagé : madame Gerti Völpel
- Peter Brombacher : Schäfer
- Klaus Pohl : Gabler
- Hanns Zischler : Ridzinski
- Horst Laube : monsieur Gladow
- Jürgen Flimm : commissaire de l'Ouest
- Kurt Raab : chauffeur

## Distinction
- Festival de Cannes 1981 : sélection en compétition